# 绛州大堂
35°36′52″N 111°12′53″E / 35.61444°N 111.21472°E
绛州大堂位于中国山西省运城市新绛县城内西部的高岗之上（今新绛中学内），七星坡顶端，绛州鼓楼及城隍庙以西，是一处全国重点文物保护单位。

## 历史
新绛县古为绛州。绛州州署衙门创建于隋唐之际，为张士贵挂帅的“帅正堂”。元明清至民国年间，此处一直是官署办公场所。明洪武九年(1376)、清乾隆十八年(1753)、光绪四年(1818)多次修葺。1949年以后，中学设于此处。1984年维修。

## 建筑
绛州州署现仅存大堂、二堂。三班六房均毁。现存的绛州大堂为元代重建。坐北朝南，体量庞大。面阔达七间，东西达30米，面积758平方米，超出州署面阔五间的通例。进深八椽，单檐歇山顶，前檐斗栱五铺作双下昂重栱计心造，用材古朴粗犷，未加修整。堂内减柱造，扩大了明间的尺寸，也导致次间明显小于稍间。堂前原有抱厦3间，毁于1950年代，尚存覆盆式莲花柱础。
大堂北墙东侧镶嵌有北宋建中靖国元年（1101年）知州时恪所制的《文臣七条》石碑，内容包括“清心”、“奉公”、“修德”、“责实”、“明察”、“劝课”、“革弊”。几经流失后，1984年重新镶嵌于大堂。

## 保护
1996年11月20日，绛州大堂列为第四批全国重点文物保护单位，编号4-117。2001年公布第五批全国重点文物保护单位时，将绛州三楼（绛州钟楼、绛州鼓楼、绛州乐楼）归入绛州大堂。
大堂原有特号交椅，高7尺，毁于“文革”中，仅存的椅腿，现存县博物馆。